# Нідердорф (Саксонія)
Нідердорф (нім. Niederdorf) — громада в Німеччині, розташована в землі Саксонія. Входить до складу району Рудні Гори. Складова частина об'єднання громад Штольберг.
Площа — 13,03 км2. Населення становить 1310 ос. (станом на 31 грудня 2020).

## Галерея

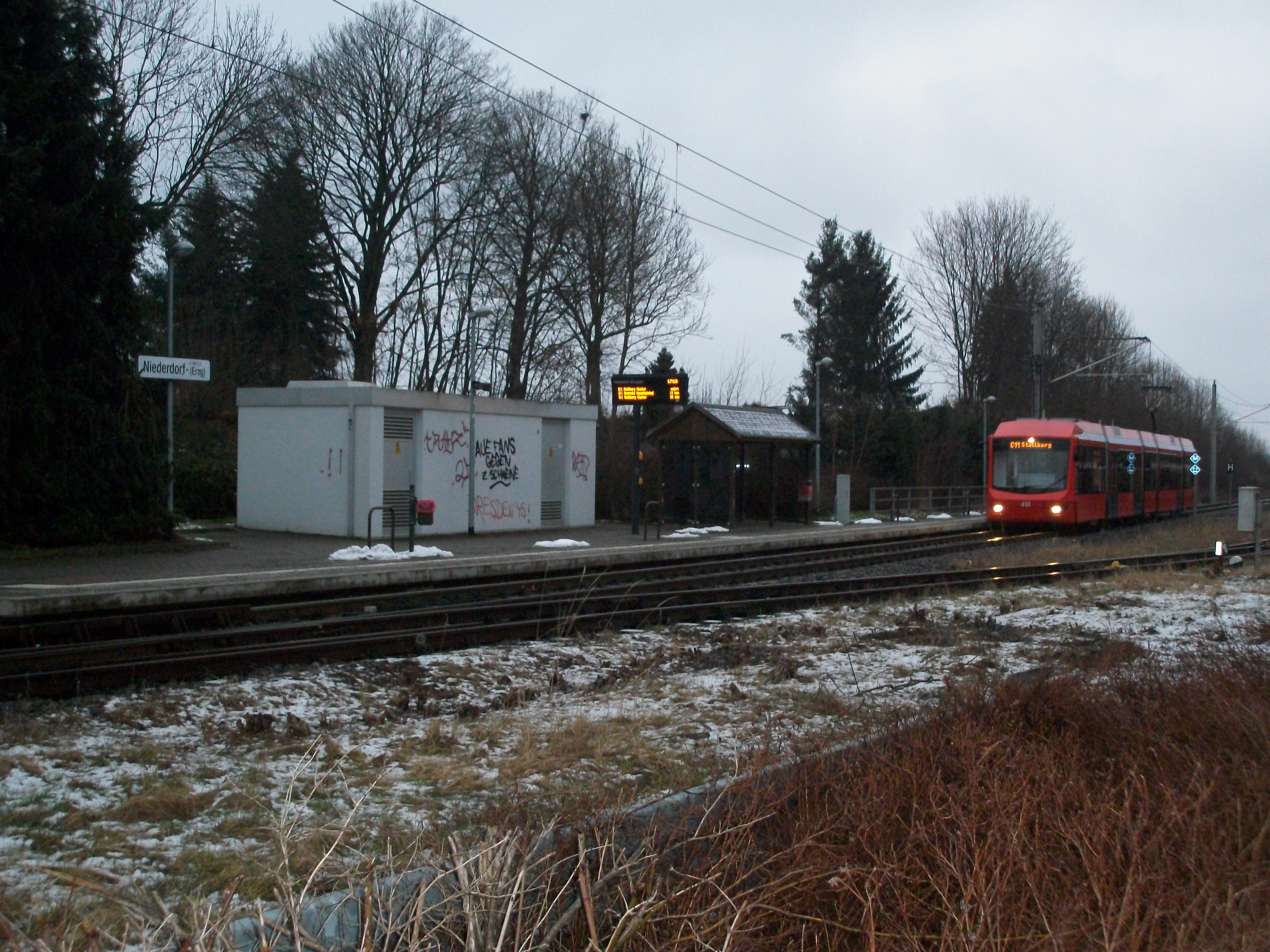